# تصريح وقوف السيارات للمعاقين في الولات المتحدة

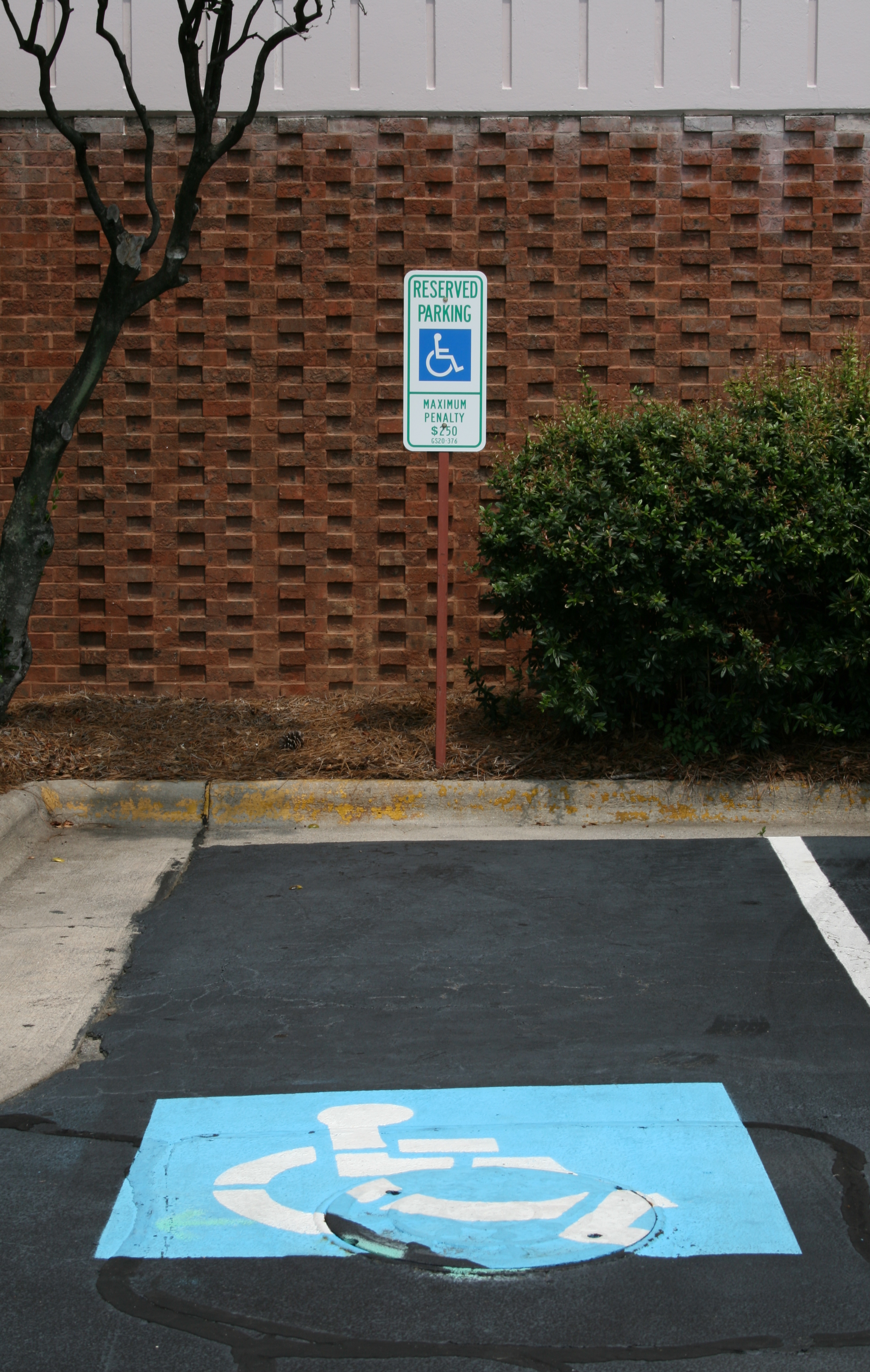
مساحة موقف سيارات مخصصة لذوي الإعاقة في جامعة نورث كارولاينا في تشابل هيل

في الولايات المتحدة، تُفرض المساحات المحجوزة بموجب قانون الأمريكيين ذوي الإعاقة لعام 1990 وإرشادات سهولة الوصول المرتبطة به.

## البطاقات الخاصة بالمعاقين

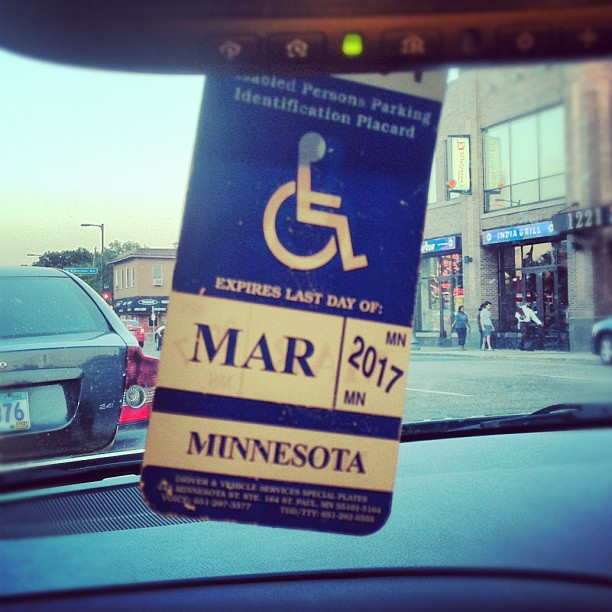
بطاقة دائمة لذوي الإعاقة صادرة من مينيسوتا

يعرض الجدول التالي، المُحدث حتى عام 2020، الجهة الحكومية المسؤولة عن إصدار بطاقات مواقف ذوي الإعاقة، وفترات انتهاء صلاحية البطاقات الدائمة/المؤقتة، والرسوم (إن وجدت، مع العلم أن هناك رسومًا إضافية لمعالجة الدفع الإلكتروني والعمليات المباشرة قد لا تكون مذكورة)، بالإضافة إلى ملاحظات إضافية. يمكن إصدار تصاريح مؤقتة لفترات زمنية أقصر بناءً على توصية الطبيب الذي يؤكد إعاقة السائق أو الراكب.
| الجهة الحكومية                    | انتهاء صلاحية البطاقات الدائمة                                    | انتهاء صلاحية البطاقات المؤقتة (الحد الأقصى) | الرسوم                                                                                         | الملاحظات |
| --------------------------------- | ----------------------------------------------------------------- | -------------------------------------------- | ---------------------------------------------------------------------------------------------- | --- |
| وزارة الإيرادات                   | 5 سنوات                                                           | 6 أشهر                                       | دون تكلفة                                                                                      | |
| وزارة الإدارة                     | 5 سنوات                                                           | 6 أشهر                                       | دون تكلفة                                                                                      | |
| وزارة النقل (ADOT)                | لا شيء                                                            | 6 أشهر                                       | دون تكلفة                                                                                      | كانت البطاقات الدائمة لذوي الإعاقة تنتهي صلاحيتها بعد 5 سنوات، لكن اعتبارًا من أبريل 2019، لا تنتهي صلاحية هذه البطاقات بعد إقرار قانون جديد.                           |
| وزارة المالية والإدارة            | 4 سنوات                                                           | 3 أشهر                                       | دون تكلفة                                                                                      | |
| وزارة المركبات                    | سنتان                                                             | 6 أشهر                                       | دون تكلفة للدائمة؛ 6 دولارات للمؤقتة                                                           | |
| وزارة الإيرادات                   | 3 سنوات                                                           | 3 أشهر                                       | دون تكلفة                                                                                      | |
| وزارة المركبات                    | تنتهي صلاحيتها في نفس وقت انتهاء صلاحية رخصة القيادة/هوية الشخصية | 6 أشهر                                       | دون تكلفة للدائمة؛ 5 دولارات للمؤقتة                                                           | |
| وزارة النقل                       | تنتهي صلاحيتها في نفس وقت انتهاء صلاحية رخصة القيادة/هوية الشخصية | حسب تقدير الطبيب                             | دون تكلفة                                                                                      | تحديد انتهاء صلاحية التصاريح المؤقتة يتم حسب تقدير الطبيب. |
| قسم المركبات                      | 3 سنوات                                                           | 3 أشهر                                       | دون تكلفة                                                                                      | |
| إدارة سلامة الطرق والمركبات       | 4 سنوات                                                           | 6 أشهر                                       | لا تكلفة للبطاقة الدائمة؛ $15 للبطاقة المؤقتة                                                  | |
| إدارة الإيرادات                   | 4 سنوات                                                           | 6 أشهر                                       | لا تكلفة                                                                                       | |
| مجلس الوصول والتواصل لذوي الإعاقة | 6 سنوات                                                           | 6 أشهر                                       | لا تكلفة للبطاقة الدائمة؛ $12 للبطاقة المؤقتة                                                  | هاواي قامت بتفويض إصدار تصاريح الإعاقة إلى حكومات المقاطعات الفردية المقاطعات في هاواي.                                                                                |
| إدارة النقل                       | لا يوجد                                                           | 6 أشهر                                       | لا تكلفة                                                                                       | |
| وزير الدولة                       | لا يوجد                                                           | متفاوت (راجع الملاحظات)                      | لا تكلفة                                                                                       | التصاريح المؤقتة تنتهي بعد 3 أشهر إذا تم إصدارها من البلدية المحلية أو 6 أشهر إذا تم إصدارها من وزير الدولة.                                                           |
| مكتب المركبات                     | لا يوجد                                                           | متفاوت (راجع الملاحظات)                      | لا تكلفة للبطاقة الدائمة؛ $5 للبطاقة المؤقتة                                                   | التصاريح المؤقتة تنتهي إما بعد التاريخ المحدد من الطبيب في الطلب أو بعد سنة (أيها أقرب).                                                                               |
| إدارة النقل                       | 5 سنوات                                                           | 6 أشهر                                       | لا تكلفة                                                                                       | |
| إدارة الإيرادات                   | 5 سنوات                                                           | 6 أشهر                                       | لا تكلفة                                                                                       | |
| مكتب النقل                        | 6 سنوات                                                           | 3 أشهر                                       | لا تكلفة                                                                                       | التجديدات أو استبدال اللوحات المفقودة أو المسروقة تكلف $10. |
| مكتب المركبات                     | 4 سنوات                                                           | 1 سنة                                        | $3                                                                                             | |
| وزير الدولة                       | 4 سنوات                                                           | 6 أشهر                                       | لا تكلفة                                                                                       | |
| إدارة النقل                       | لا يوجد                                                           | 6 أشهر                                       | لا تكلفة                                                                                       | |
| إدارة النقل                       | 5 سنوات                                                           | حسب تقدير الطبيب                             | لا تكلفة                                                                                       | انتهاء صلاحية التصاريح المؤقتة يتم تحديده وفقًا لمدة الوقت الذي يحدده الطبيب في الطلب                                                                                   |
| وزير الدولة                       | 4 سنوات                                                           | 6 أشهر                                       | لا تكلفة                                                                                       | التجديدات أو استبدال اللوحات المفقودة أو المسروقة تكلف $10. |
| إدارة السلامة العامة              | 6 سنوات                                                           | 6 أشهر                                       | لا تكلفة للبطاقة الدائمة؛ $5 للبطاقة المؤقتة                                                   | |
| إدارة الإيرادات                   | 5 سنوات                                                           | 6 أشهر                                       | لا تكلفة                                                                                       | |
| إدارة الإيرادات                   | 4 سنوات                                                           | 6 أشهر                                       | لا توجد تكلفة للبطاقة الدائمة؛ 2 دولار للبطاقة المؤقتة                                         | |
| إدارة العدل                       | 3 سنوات                                                           | 6 أشهر                                       | لا توجد تكلفة                                                                                  | البطاقات الدائمة الصادرة قبل أكتوبر 1993 لا تتطلب التجديد. |
| إدارة المركبات                    | 6 سنوات                                                           | يختلف (انظر الملاحظات)                       | لا توجد تكلفة                                                                                  | تنتهي صلاحية البطاقات المؤقتة بعد 3 أو 6 أشهر حسب تقدير الطبيب |
| إدارة المركبات                    | 10 سنوات                                                          | يختلف (انظر الملاحظات)                       | لا توجد تكلفة                                                                                  | البطاقات المؤقتة في نيفادا تأتي بنوعين: مؤقتة (صالحة لمدة 6 أشهر) ومتوسطة (صالحة حتى سنتين)                                                                            |
| إدارة السلامة                     | 5 سنوات                                                           | 6 أشهر                                       | لا توجد تكلفة                                                                                  | تنتهي صلاحية البطاقات الدائمة في نفس وقت انتهاء رخصة القيادة أو بطاقة الهوية، لذا قد تنتهي البطاقة الأولى في أقل من 5 سنوات، ولكن البطاقات التالية ستنتهي بعد 5 سنوات. |
| لجنة المركبات الآلية              | 3 سنوات                                                           | 6 أشهر                                       | لا توجد تكلفة للبطاقة الدائمة؛ 4 دولارات للبطاقة المؤقتة                                       | |
| إدارة المركبات                    | 4 سنوات                                                           | 12 شهراً                                      | لا توجد تكلفة                                                                                  | |
| إدارة المركبات                    | انظر الملاحظات                                                    | 6 أشهر                                       | لا توجد تكلفة                                                                                  | تنتهي صلاحية البطاقات الدائمة حسب تقدير الجهة المصدرة (قرية، بلدة، مدينة).                                                                                             |
| إدارة النقل                       | 5 سنوات                                                           | 6 أشهر                                       | 5 دولارات لكل من الدائمة والمؤقتة (بحد أقصى بطاقتين)                                           | |
| إدارة النقل                       | 3 سنوات                                                           | 3 أشهر                                       | لا توجد تكلفة للبطاقة الدائمة؛ 3 دولارات للبطاقة المؤقتة                                       | |
| مكتب المركبات                     | 5 سنوات                                                           | 6 أشهر                                       | 5 دولارات للبطاقة الدائمة والمؤقتة                                                             | |
| إدارة المركبات                    | 5 سنوات                                                           | 6 أشهر                                       | لا توجد تكلفة                                                                                  | |
| إدارة المركبات                    | 8 سنوات                                                           | 6 أشهر                                       | لا توجد تكلفة                                                                                  | |
| إدارة النقل (بين دوت)             | 5 سنوات                                                           | 6 أشهر                                       | لا توجد تكلفة                                                                                  | |
| إدارة الإيرادات                   | أكثر من 3 سنوات                                                   | يختلف (انظر الملاحظات)                       | لا توجد تكلفة                                                                                  | في رود آيلاند، تأتي البطاقات المؤقتة بنوعين: مؤقتة (صالحة حتى 12 شهراً) وطويلة الأمد (صالحة من 1-3 سنوات)                                                               |
| إدارة المركبات                    | 4 سنوات                                                           | 12 شهراً                                      | 1 دولار لكل من الدائمة والمؤقتة                                                                | |
| إدارة النقل                       | 5 سنوات                                                           | 12 شهراً                                      | لا توجد تكلفة                                                                                  | |
| إدارة الإيرادات                   | 2 سنتان                                                           | 6 أشهر                                       | 26.50 دولار و3 دولارات للتجديد للبطاقة الدائمة و10 دولارات و10 دولارات للتجديد للبطاقة المؤقتة | لا توجد رسوم للبطاقة الدائمة إذا كان تسجيل السيارة باسم مقدم الطلب، ولكن لا يزال يتم فرض رسوم تجديد قدرها 3 دولارات؛ 2 دولار لبطاقات الاستبدال                         |
| إدارة النقل                       | 4 سنوات                                                           | 6 أشهر                                       | لا توجد تكلفة للبطاقة الدائمة؛ 5 دولارات للبطاقة المؤقتة                                       | |
| لجنة الضرائب                      | 2 سنتان                                                           | 6 أشهر                                       | لا توجد تكلفة                                                                                  | |
| وكالة النقل                       | 4 سنوات                                                           | 6 أشهر                                       | لا توجد تكلفة                                                                                  | |
| إدارة المركبات                    | 5 سنوات                                                           | 6 أشهر                                       | 5 دولارات لكل من الدائمة والمؤقتة                                                              | 5 دولارات لبطاقات الاستبدال |
| إدارة التراخيص                    | 5 سنوات                                                           | 12 شهراً                                      | لا توجد تكلفة                                                                                  | |
| إدارة النقل                       | 5 سنوات                                                           | 6 أشهر                                       | لا توجد تكلفة                                                                                  | |
| إدارة النقل (ويس دوت)             | 4 سنوات                                                           | 6 أشهر                                       | لا توجد تكلفة للبطاقة الدائمة؛ 6 دولارات للبطاقة المؤقتة                                       | |
| إدارة النقل (واي دوت)             | 10 سنوات                                                          | 6 أشهر                                       | لا توجد تكلفة                                                                                  | |

## لوحات ذوي الإعاقة

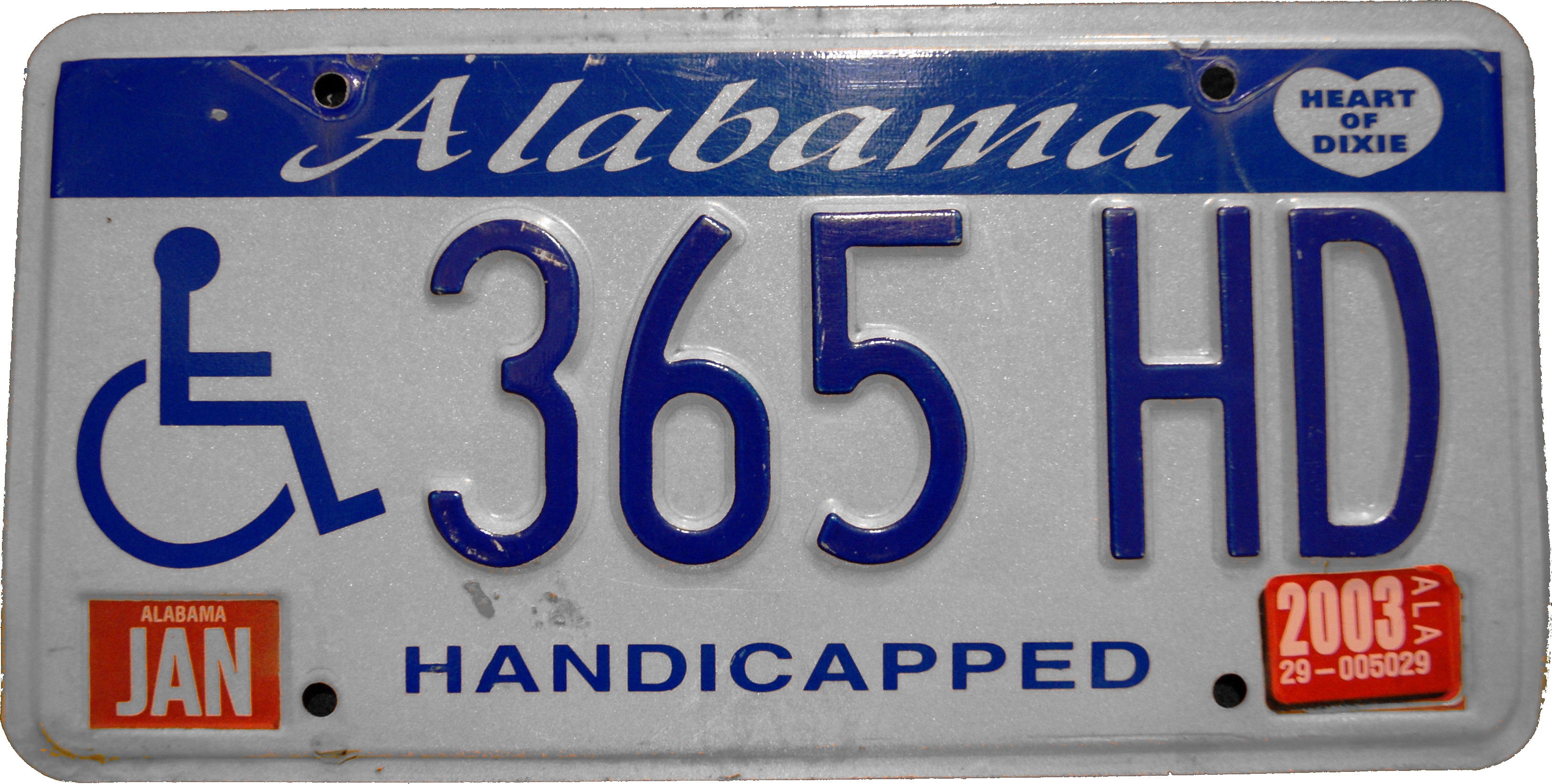
لوحة ذوي الإعاقة في ألاباما

يعرض الجدول التالي، الذي تم تحديثه حتى عام 2020، الوكالة الحكومية المسؤولة عن إصدار لوحات ذوي الإعاقة، مدة صلاحية تسجيل اللوحات وأي متطلبات للتجديد (إن وُجِدَت)، الرسوم (سواء رسوم تسجيل السيارات العادية أو أي رسوم إضافية)، مبالغ الرسوم الإضافية إن وجدت، والملاحظات التكميلية.
| الوكالة الحكومية                    | مدة صلاحية اللوحات                                               | الرسوم                                       | رسوم إضافية تتجاوز التسجيل العادي؟                                             | ملاحظات |
| ----------------------------------- | ---------------------------------------------------------------- | -------------------------------------------- | ------------------------------------------------------------------------------ | --- |
| إدارة الإيرادات                     | 5 سنوات مع تجديد                                                 | من 23 إلى 105 دولار، حسب نوع المركبة المسجلة | لا ينطبق                                                                       | |
| إدارة الشؤون الإدارية               | 5 سنوات                                                          | لا توجد تكلفة (انظر الملاحظات)               | لا ينطبق                                                                       | أول مجموعة من اللوحات مجانية، ولكن المجموعة الإضافية (أو لوحات المركبات التجارية) تكلف 100 دولار كرسوم تسجيل بالإضافة إلى الضرائب المعمول بها على تسجيل المركبات. |
| إدارة النقل (آدوت)                  | صالحة طالما يتم تجديدها بانتظام (سنة أو سنتين حسب اختيار السائق) | دفع رسوم التسجيل العادية                     | لا ينطبق                                                                       | |
| إدارة المالية والإدارة              | سنة واحدة                                                        | دفع رسوم التسجيل العادية                     | لا ينطبق                                                                       | |
| إدارة المركبات                      | صالحة طالما يتم تجديدها بانتظام                                  | دفع رسوم التسجيل العادية                     | لا ينطبق                                                                       | |
| إدارة الإيرادات                     | 3 سنوات                                                          | 3 أشهر                                       | لا توجد تكلفة                                                                  | |
| إدارة المركبات                      | تنتهي صلاحيتها مع انتهاء رخصة القيادة أو بطاقة الهوية            | 6 أشهر                                       | لا توجد تكلفة للبطاقة الدائمة؛ 5 دولارات للبطاقة المؤقتة                       | |
| إدارة النقل                         | تنتهي صلاحيتها مع انتهاء رخصة القيادة أو بطاقة الهوية            | حسب تقدير الطبيب                             | لا توجد تكلفة                                                                  | مدة صلاحية التصاريح المؤقتة يتم تحديدها بناءً على الفترة التي يحددها الطبيب في الطلب.                                                                              |
| دائرة المركبات                      | 3 سنوات                                                          | 3 أشهر                                       | لا توجد تكلفة                                                                  | |
| إدارة سلامة الطرق السريعة والمركبات | 4 سنوات                                                          | 6 أشهر                                       | لا توجد تكلفة للبطاقة الدائمة؛ 15 دولاراً للبطاقة المؤقتة                       | |
| إدارة الإيرادات                     | 4 سنوات                                                          | 6 أشهر                                       | لا توجد تكلفة                                                                  | |
| مجلس الوصول لذوي الإعاقة والتواصل   | 6 سنوات                                                          | 6 أشهر                                       | لا توجد تكلفة للبطاقة الدائمة؛ 12 دولاراً للبطاقة المؤقتة                       | فوضت هاواي إصدار تصاريح ذوي الإعاقة إلى مدينة ومقاطعة هونولولو، وكذلك إلى مقاطعات هاواي، مقاطعة كاواي ومقاطعة ماوي.                                               |
| إدارة النقل                         | لا توجد مدة محددة                                                | 6 أشهر                                       | لا توجد تكلفة                                                                  | |
| سكرتير الولاية                      | لا توجد مدة محددة                                                | متفاوتة (انظر الملاحظات)                     | لا توجد تكلفة                                                                  | تنتهي التصاريح المؤقتة بعد 3 أشهر إذا صدرت من البلدية المحلية، أو بعد 6 أشهر إذا صدرت من سكرتير الولاية.                                                          |
| مكتب المركبات                       | لا توجد مدة محددة                                                | متفاوتة (انظر الملاحظات)                     | لا توجد تكلفة للبطاقة الدائمة؛ 5 دولارات للبطاقة المؤقتة                       | تنتهي التصاريح المؤقتة إما بعد الفترة المحددة من الطبيب أو بعد سنة واحدة (أيهما أقصر).                                                                            |
| إدارة النقل                         | 5 سنوات                                                          | 6 أشهر                                       | لا توجد تكلفة                                                                  | |
| إدارة الإيرادات                     | 5 سنوات                                                          | 6 أشهر                                       | لا توجد تكلفة                                                                  | |
| مجلس النقل                          | 6 سنوات                                                          | 3 أشهر                                       | لا توجد تكلفة                                                                  | تجديد أو استبدال البطاقات المفقودة أو المسروقة يكلف 10 دولارات.                                                                                                   |
| مكتب المركبات                       | 4 سنوات                                                          | سنة واحدة                                    | 3 دولارات                                                                      | |
| سكرتير الولاية                      | 4 سنوات                                                          | 6 أشهر                                       | لا توجد تكلفة                                                                  | |
| إدارة النقل                         | لا توجد مدة محددة                                                | 6 أشهر                                       | لا توجد تكلفة                                                                  | |
| إدارة النقل                         | 5 سنوات                                                          | حسب تقدير الطبيب                             | لا توجد تكلفة                                                                  | مدة التصاريح المؤقتة تعتمد على المدة التي يحددها الطبيب في الطلب.                                                                                                 |
| سكرتير الولاية                      | 4 سنوات                                                          | 6 أشهر                                       | لا توجد تكلفة                                                                  | تجديد أو استبدال البطاقات المفقودة أو المسروقة يكلف 10 دولارات.                                                                                                   |
| إدارة السلامة العامة                | 6 سنوات                                                          | 6 أشهر                                       | لا توجد تكلفة للبطاقة الدائمة؛ 5 دولارات للبطاقة المؤقتة                       | |
| إدارة الإيرادات                     | 5 سنوات                                                          | 6 أشهر                                       | لا توجد تكلفة                                                                  | |
| إدارة الإيرادات                     | 4 سنوات                                                          | 6 أشهر                                       | لا توجد تكلفة للبطاقة الدائمة؛ دولاران للبطاقة المؤقتة                         | |
| وزارة العدل                         | 3 سنوات                                                          | 6 أشهر                                       | لا توجد تكلفة                                                                  | البطاقات الدائمة التي صدرت قبل أكتوبر 1993 لا تتطلب تجديداً. |
| إدارة المركبات                      | 6 سنوات                                                          | متفاوتة (انظر الملاحظات)                     | لا توجد تكلفة                                                                  | تنتهي صلاحية التصاريح المؤقتة بعد 3 أو 6 أشهر حسب ما يحدده الطبيب.                                                                                                |
| إدارة المركبات                      | 10 سنوات                                                         | متفاوتة (انظر الملاحظات)                     | لا توجد تكلفة                                                                  | التصاريح المؤقتة في نيفادا نوعان: مؤقت (صالح لمدة 6 أشهر) ومتوسط (صالح حتى سنتين).                                                                                |
| إدارة السلامة                       | 5 سنوات                                                          | 6 أشهر                                       | لا توجد تكلفة                                                                  | تنتهي تصاريح الدائمة مع انتهاء صلاحية رخصة القيادة أو بطاقة الهوية؛ لذلك قد تنتهي البطاقة الأولى قبل 5 سنوات لكن التصاريح اللاحقة تنتهي بعد 5 سنوات.              |
| هيئة المركبات                       | 3 سنوات                                                          | 6 أشهر                                       | لا توجد تكلفة للبطاقة الدائمة؛ 4 دولارات للبطاقة المؤقتة                       | |
| إدارة المركبات                      | 4 سنوات                                                          | 12 شهراً                                      | لا توجد تكلفة                                                                  | |
| إدارة المركبات                      | انظر الملاحظات                                                   | 6 أشهر                                       | لا توجد تكلفة                                                                  | تنتهي تصاريح الدائمة بناءً على تقدير الجهة المصدرة (قرية، بلدة، مدينة).                                                                                            |
| إدارة النقل                         | 5 سنوات                                                          | 6 أشهر                                       | 5 دولارات لكل من الدائمة والمؤقتة (محدودة إلى تصريحيْن)                         | |
| إدارة النقل                         | 3 سنوات                                                          | 3 أشهر                                       | لا توجد تكلفة للبطاقة الدائمة؛ 3 دولارات للبطاقة المؤقتة                       | |
| مكتب المركبات                       | 5 سنوات                                                          | 6 أشهر                                       | 5 دولارات لكل من الدائمة والمؤقتة                                              | |
| إدارة المركبات                      | 5 سنوات                                                          | 6 أشهر                                       | لا توجد تكلفة                                                                  | |
| إدارة المركبات                      | 8 سنوات                                                          | 6 أشهر                                       | لا توجد تكلفة                                                                  | |
| إدارة النقل (بنس دوت)               | 5 سنوات                                                          | 6 أشهر                                       | لا توجد تكلفة                                                                  | |
| إدارة الإيرادات                     | أكثر من 3 سنوات                                                  | متفاوتة (انظر الملاحظات)                     | لا توجد تكلفة                                                                  | التصاريح المؤقتة نوعان: مؤقتة (صالحة حتى 12 شهراً) وطويلة الأمد (صالحة من سنة إلى 3 سنوات).                                                                        |
| إدارة المركبات                      | 4 سنوات                                                          | 12 شهراً                                      | دولار واحد لكل من الدائمة والمؤقتة                                             | |
| إدارة النقل                         | 5 سنوات                                                          | 12 شهراً                                      | لا توجد تكلفة                                                                  | |
| إدارة الإيرادات                     | سنتان                                                            | 6 أشهر                                       | 26.50 دولار وتجديد بـ3 دولارات للدائمة؛ 10 دولارات وتجديد بـ10 دولارات للمؤقتة | لا يتم فرض رسوم على التصريح الدائم إذا كانت ملكية السيارة باسم مقدم الطلب، ومع ذلك يظل هناك رسم تجديد بقيمة 3 دولارات؛ وتوجد رسوم 2 دولار لاستبدال التصاريح.      |
| إدارة النقل                         | 4 سنوات                                                          | 6 أشهر                                       | لا توجد تكلفة للبطاقة الدائمة؛ 5 دولارات للبطاقة المؤقتة                       | |
| لجنة الضرائب                        | سنتان                                                            | 6 أشهر                                       | لا توجد تكلفة                                                                  | |
| وكالة النقل                         | 4 سنوات                                                          | 6 أشهر                                       | لا توجد تكلفة                                                                  | |
| إدارة المركبات                      | 5 سنوات                                                          | 6 أشهر                                       | 5 دولارات لكل من الدائمة والمؤقتة                                              | 5 دولارات لاستبدال التصاريح |
| إدارة التراخيص                      | 5 سنوات                                                          | 12 شهراً                                      | لا توجد تكلفة                                                                  | |
| إدارة النقل                         | 5 سنوات                                                          | 6 أشهر                                       | لا توجد تكلفة                                                                  | |
| إدارة النقل (ويسدوت)                | 4 سنوات                                                          | 6 أشهر                                       | لا توجد تكلفة للبطاقة الدائمة؛ 6 دولارات للبطاقة المؤقتة                       | |
| إدارة النقل (وايدوت)                | 10 سنوات                                                         | 6 أشهر                                       | لا توجد تكلفة                                                                  | |

## متطلبات أماكن وقوف السيارات لذوي الإعاقة

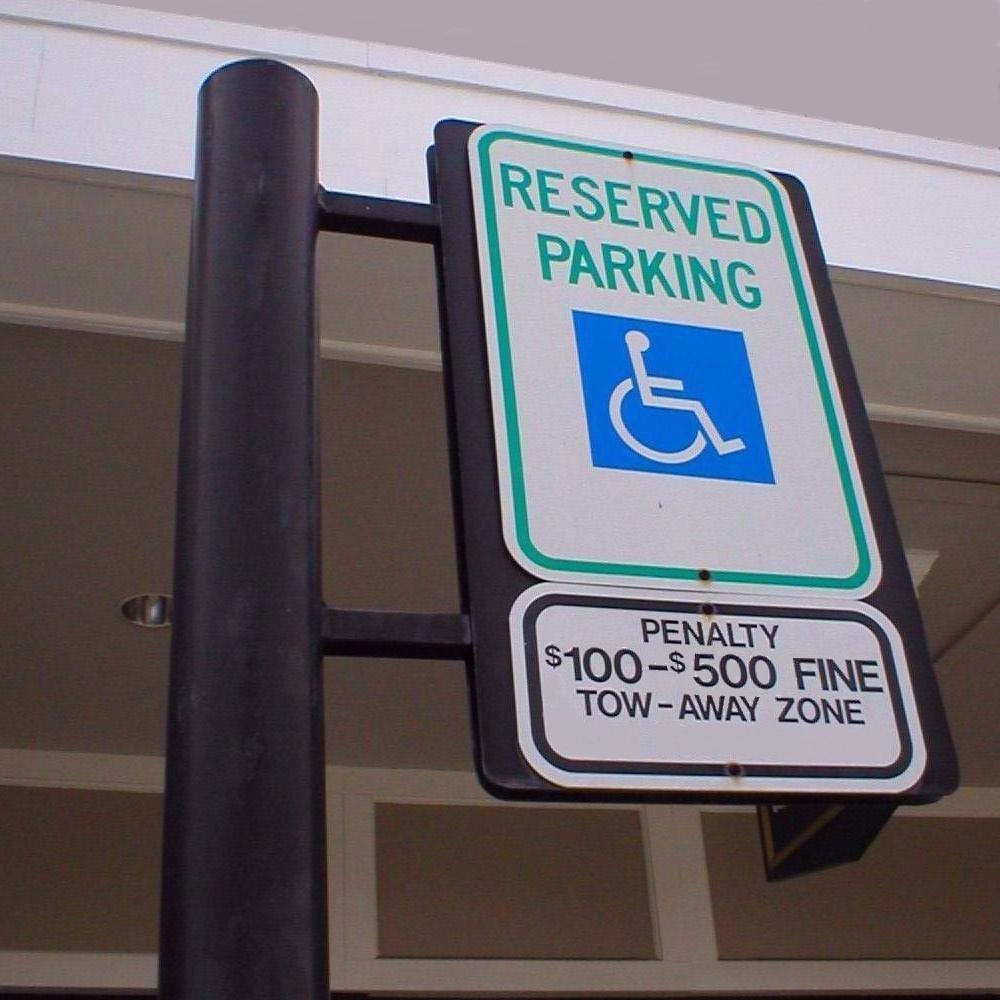
تشير إلى أن الوقوف مخصص لحاملي بطاقة (لوحة) أو تصريح إعاقة

وفقًا لدليل قانون الأمريكيين ذوي الإعاقة، "يجب أن لا يقل عرض أماكن وقوف السيارات المخصصة لذوي الإعاقة عن 96 إنشًا (2440 مم). ويجب أن تكون ممرات الوصول جزءًا من المسار الميسر إلى مدخل المبنى أو المنشأة..."

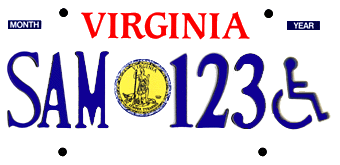
مثال على لوحة ترخيص لذوي الإعاقة (صادرة في فرجينيا)

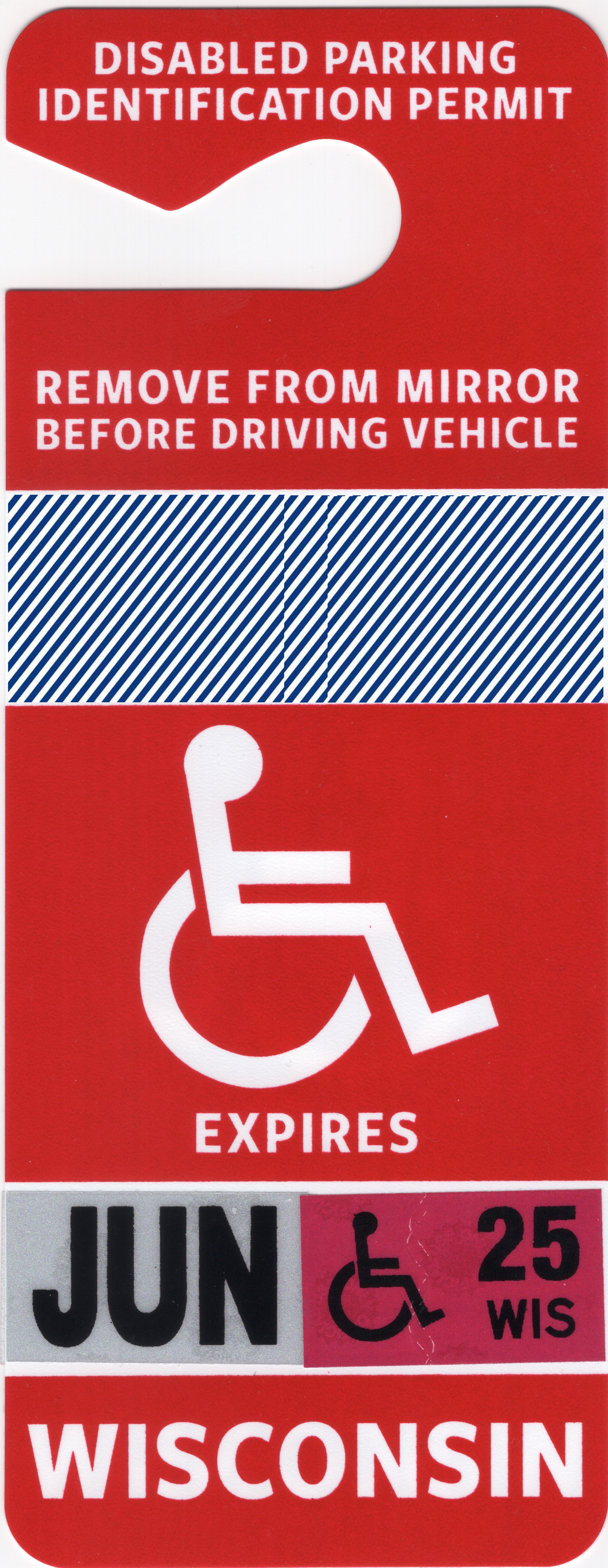
تصريح مؤقت لوقوف ذوي الإعاقة باللون الأحمر، عادةً ما يُصدر لشخص يعاني من إعاقة مؤقتة، صادر عن ولاية ويسكونسن.

تتخذ تصاريح وقوف ذوي الإعاقة عمومًا شكل لوحات ترخيص مميزة أو بطاقة معلقة من مرآة السيارة الداخلية. تُستخدم اللوحات عادةً مع السائقين ذوي الإعاقة على مركباتهم الخاصة، بينما يمكن نقل البطاقة المعلقة بين المركبات مع الشخص المعاق سواء كان يقود بنفسه أو يركب مع سائق آخر.
تختلف المتطلبات الطبية للحصول على التصريح من ولاية إلى أخرى، لكنها غالبًا ما تقتصر على أنواع معينة من الإعاقات أو الحالات الصحية. وتشمل بشكل عام استخدام أي وسيلة مساعدة مثل الكرسي المتحرك أو العكازات أو العصا، بالإضافة إلى حالات فقدان الساق أو القدم. كما تشمل بعض الولايات أمراض القلب أو الألم المزمن أو أمراض الجهاز التنفسي. وتتيح حوالي نصف الولايات الأمريكية (26 ولاية) حصول المكفوفين على تصريح وقوف خاص للاستخدام كركاب، كما تعتبر 14 ولاية إصابة اليد عجزًا مؤهلاً. كذلك، تُدرج أربع ولايات (جورجيا، كنتاكي، فرجينيا، وايومنغ) الصمم كإعاقة مؤهلة، وتشمل ولايتان (فرجينيا ونيويورك) المرض العقلي أو التوحد كإعاقات مؤهلة.
تأتي بطاقات وقوف ذوي الإعاقة بألوان متعددة تختلف دلالاتها حسب الولاية، إلا أن الأكثر شيوعًا هو اللون الأحمر للتصاريح المؤقتة والأزرق للتصاريح الدائمة.

قانون ولاية كاليفورنيا يلزم كل موقف سيارات أو مرآب بوضع لافتة تحذر من سحب السيارات غير المصرح لها من أماكن وقوف ذوي الإعاقة.

يُنظم توفر أماكن الوقوف المخصصة لذوي الإعاقة بموجب القوانين الفيدرالية وقوانين الولايات. يُخصص عادةً مكان واحد على الأقل في أي موقف سيارات عام، مع زيادة العدد بناءً على حجم الموقف وفي بعض الأحيان حسب نوع المنشأة، مثل المرافق الصحية. وغالبًا ما يتم تمييز أماكن الوقوف الخاصة بذوي الإعاقة بشعار رمز الوصول الدولي، رغم أن تصميم الرمز قد يختلف بشكل كبير من مكان إلى آخر. وغالبًا ما يتم تحديد هذه الأماكن بخطوط زرقاء بدلاً من الخطوط البيضاء أو الصفراء المستخدمة في باقي أجزاء الموقف.
يتوجب على أي شخص يستخدم هذه الأماكن عرض لوحة أو بطاقة تصريح سارية، وإلا يتعرض لمخالفة وقوف غير قانوني. في بعض المدن الكبرى بالولايات المتحدة، يسمح القانون المحلي للمركبات التي تحمل تصريحًا خاصًا بالوقوف المجاني عند عدادات الوقوف بالإضافة إلى الإعفاء من حدود الوقت المسموح للوقوف. ففي ولايات مثل كاليفورنيا، إلينوي، ماريلاند، ماساتشوستس، كارولاينا الجنوبية، تكساس، يوتا، وفرجينيا، يُعفى حاملو تصاريح ذوي الإعاقة من رسوم عدادات الوقوف (في إلينوي، يشمل ذلك فقط السائقين ذوي الإعاقات المحددة وفق معايير معينة). في بعض الولايات مثل فرجينيا، توجد عدادات وقوف مخصصة لذوي الإعاقة والتي يجب دفعها بنفس معدل العدادات الأخرى ما لم يكن المستخدم معفيًا. وقد يتعرض الشخص لمخالفة إذا لم يتم عرض لوحة ترخيص أو بطاقة تصريح صالحة على المركبة. كما أن الاستخدام الاحتيالي لبطاقة شخص آخر يُعاقب عليه بغرامات عالية.
بالنسبة للزوار القادمين من دول أخرى، تختلف متطلبات الحصول على تصريح وقوف من ولاية إلى أخرى. بعض الولايات تعترف بتصاريح الدول الأخرى، في حين أن البعض الآخر يطلب تقديم طلب خاص بالزوار/السياح.
تعترف المقاطعات الكندية بالتصاريح أو اللوحات الصادرة عن الولايات الأمريكية، والعكس صحيح أيضًا.
وفقًا للقانون الفيدرالي الأمريكي، يعتبر من غير القانوني والتمييز رفض تقديم الخدمات أو التسهيلات اللازمة لتوفير التكييفات المعقولة لذوي الإعاقة في جميع أنواع أماكن السكن. ويشمل ذلك أي خدمات أو مرافق ضرورية لتمكين الشخص المعاق من السكن بصورة طبيعية.

## الدمج مع شحن المركبات الكهربائية
في ولاية كاليفورنيا وحدها، يوجد أكثر من 27,000 مركبة كهربائية قابلة للشحن (PEV)، مع إضافة نحو 2,000 مركبة جديدة كل شهر. وعلى الرغم من أن معظم عمليات شحن هذه المركبات تتم في المنازل، إلا أن البنية التحتية العامة لمحطات الشحن تتوسع أيضًا، حيث بلغ عدد محطات الشحن العامة 6,218 محطة حتى يوليو 2013.
وعلى الرغم من أن نسبة المركبات الكهربائية إلى إجمالي السيارات على الطرق لا تزال صغيرة، وأن نسبة المركبات الكهربائية الحاصلة على تصاريح إعاقة أصغر بكثير، إلا أن احتياجات سائقي المركبات الكهربائية من ذوي الإعاقة يجب أن تُدمج مع أماكن الشحن العامة. وتوصي الإرشادات بأن يتم جعل واحدة من كل 25 محطة شحن مركبات كهربائية متوافقة مع متطلبات قانون الأمريكيين ذوي الإعاقة (ADA).
ورغم أن هذا الأمر قد لا يكون بديهيًا، إلا أنه من المهم إدراك أن محطة شحن المركبات الكهربائية لا تُعتبر مكان وقوف، بل هي خدمة شحن، بنفس الطريقة التي لا تُعد فيها مضخات الوقود في محطات البنزين أماكن وقوف. ولا يُخصص استخدام محطات الشحن المتوافقة مع متطلبات ADA حصرًا للأشخاص ذوي الإعاقة، بل تُتاح لأي مركبة كهربائية بحاجة إلى الشحن. علاوةً على ذلك، لا يجوز استخدام أي مكان مخصص لشحن المركبات الكهربائية، سواء كان متوافقًا مع متطلبات ADA أم لا، من قبل مركبات غير كهربائية، بما في ذلك تلك التي تحمل تصاريح إعاقة.
وتوصي اللوحات الإرشادية، إلى جانب قواعد اللباقة العامة، باستخدام محطات الشحن المتوافقة مع متطلبات ADA كخيار أخير عند الحاجة.

## الإساءة

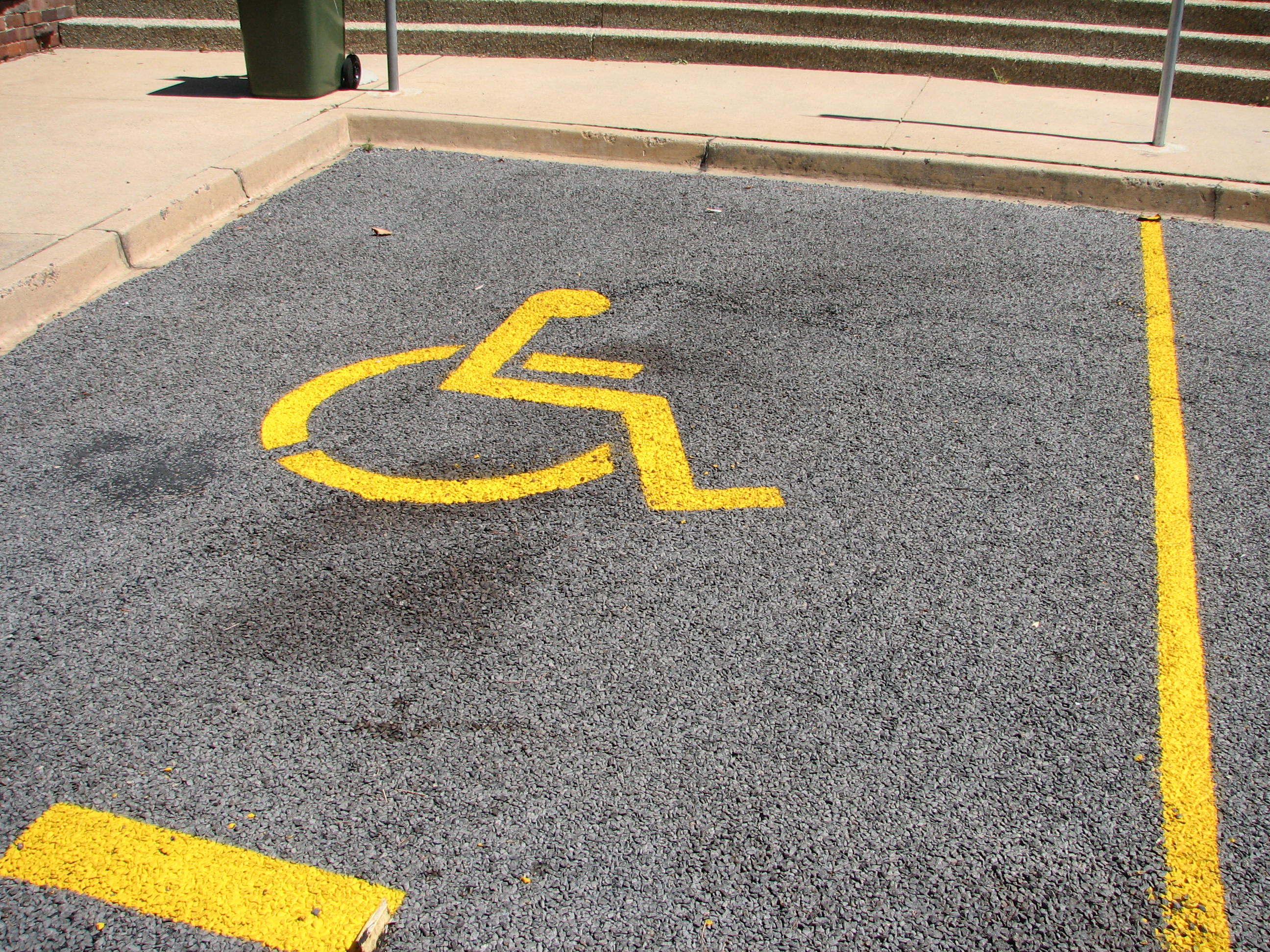
مثال على مكان مخصص لركن ذوي الإعاقة.

تم تحديد الإساءة وسوء استخدام تصاريح مواقف السيارات لذوي الإعاقة كمشكلة رئيسية في الولايات المتحدة، حيث تشير بعض التقديرات إلى أن الغالبية التي تُشاهد في الشوارع تُستخدم أو تُحصل بطريقة احتيالية. توفر التصاريح امتيازًا كبيرًا وراحة، مما يُعد حافزًا رئيسيًا لاستخدامها بشكل غير قانوني أو الحصول عليها بطريقة احتيالية، وغالبًا ما تعيق قوانين الخصوصية الطبية محاولات تحديد الأشخاص ذوي الإعاقة بشكل حقيقي من الإساءة. في عام 1999، على سبيل المثال، تم اتهام 19 من لاعبي كرة القدم الحاليين والسابقين في جامعة كاليفورنيا بلوس أنجلوس (UCLA) بالتحايل على تصاريح مواقف السيارات لذوي الإعاقة. في عام 2013، بثت إحدى البرامج الإخبارية في لوس أنجلوس مقطعًا يظهر أشخاصًا يستخدمون تصاريح مواقف السيارات لذوي الإعاقة خارج نادٍ صحي، بما في ذلك أحد المدربين المشهورين في النادي وشباب يستخدمون تصريحًا يعود إلى شخص يبلغ من العمر 77 عامًا.
تحدث الإساءة في الحالات التالية:
- قيام سائق غير معاق باستخدام مركبة أو لوحة أو تصريح شخص آخر معاق دون نقل ذلك الشخص. يحدث هذا في كثير من الأحيان مع أفراد عائلة الأشخاص ذوي الإعاقة.[19]
- استخدام تصريح مُشترى بطريقة غير قانونية كان قد أُصدر لشخص آخر.[19]
- تزوير توقيع الطبيب على النموذج المقدم إلى إدارة المركبات.[20]
- التظاهر أو المبالغة في أعراض حالة طبية بهدف إقناع الطبيب بتقديم النموذج.

مشكلة ذات صلة هي موافقة الأطباء على تصاريح لحالات طبية لا تفي في الواقع بمتطلبات تلك الولاية. وغالبًا ما يكون هذا مجرد خطأ من الطبيب بسبب عدم فهمه الكامل للقانون. ومن الأمثلة الشائعة على ذلك الحالات النفسية أو الإدراكية أو التطورية (مثل التوحد)، التي في جميع الولايات إلا اثنتين لا تؤهل للحصول على تصريح. ومع ذلك، تكون هذه التصاريح قانونية وصحيحة، ويعتقد معظم الحاصلين عليها أنهم يمتلكون إعاقة مؤهلة. النتيجة هي وجود تصاريح أكثر مما يمكن أن تدعمه أماكن ركن السيارات عادةً، مما يترك الأفراد ذوي الإعاقة الأكثر شدة دون مكان للوقوف.
قد يكون من الصعب التمييز بين الأشخاص ذوي الإعاقة الحاملين للتصاريح والذين يعانون من إعاقة غير مرئية، وبين مستخدمي التصاريح الاحتيالية. وفي بعض الأحيان، أدى الشك في الاحتيال إلى عداء ضد حاملي التصاريح الشرعيين.

## مدينة نيويورك
لقد ادعى السائقون المعاقون من خارج مدينة نيويورك الذين يحملون تصاريح مواقف سيارات لذوي الإعاقة صادرة من الولاية التمييز غير القانوني وخرق حقوقهم المدنية من قبل مدينة نيويورك. في عام 1991، تم إصدار مخالفة لرجل مسن معاق من نيوجيرسي كان يركن سيارته في بروكلين وهو يعرض تصريح مواقف سيارات لذوي الإعاقة صادر من نيوجيرسي. في عام 1997، تم إصدار مخالفة لامرأة مصابة بالتصلب المتعدد وتستخدم كرسيًا متحركًا أثناء وقوفها في مدينة نيويورك لعرضها تصريح مواقف سيارات لذوي الإعاقة غير صادر من مدينة نيويورك. يصر كل من السائقين على أن عدم الاعتراف بتصاريح مواقف سيارات لذوي الإعاقة غير الصادرة من مدينة نيويورك هو انتهاك لحقوقهم المدنية.
تعترف المدينة بتصاريح صالحة من سلطات أخرى للمساحات المخصصة لذوي الإعاقة، وكلها تقع في مواقف السيارات خارج الشوارع.

## وصلات خارجية
- BlueBadgeParking.com—خريطة عالمية تم جمعها من الجمهور لمواقع مواقف السيارات المخصصة لذوي الاحتياجات الخاصة مع إمكانية تنزيلها من خلال نظام الملاحة عبر الأقمار الصناعية]